# Pentax K-3
La Pentax K-3 es una cámara réflex digital que se presentó el 8 de octubre de 2013 como la mejor réflex digital diseñada hasta el momento por Pentax.
Esta cámara destaca por ser la primera que puede simular el filtro de paso bajo usando el estabilizador de imagen. Esta solución permite que la cámara no cuente con filtro de paso bajo —lo que mejora la nitidez de las fotos— pero que pueda simularlo en casos en los que pueda aparecer el efecto muaré.
Además, esta cámara supone una gran evolución con respecto a su predecesora, la Pentax K-5 II al mejorar muchas de sus características: pasa de un sensor de 16 megapíxeles a uno de 24, se aumenta el número de puntos de enfoque de 11 a 27, se aumenta la ráfaga hasta 8,3 fps, se añade una nueva ranura para tarjetas de memoria que admite la tecnología Flu Card (que permite el uso y control de la cámara con un dispositivo móvil con Android o iOS), el puerto USB pasa a ser 3.0 y se mejora la pantalla LCD.